# Diaphanophyllum
Diaphanophyllum là một chi rêu trong họ Ditrichaceae.